# العلاقات المجرية الغينية
العلاقات المجرية الغينية هي العلاقات الثنائية التي تجمع بين المجر وغينيا.

## مقارنة بين البلدين
هذه مقارنة عامة ومرجعية للدولتين:
| وجه المقارنة                                              | المجر                                                       | غينيا       |
| --------------------------------------------------------- | ----------------------------------------------------------- | ----------- |
| المساحة (كم2)                                             | 93.04 ألف                                                   | 245.86 ألف  |
| عدد السكان (نسمة)                                         | 9.78 مليون                                                  | 12.72 مليون |
| الكثافة السكانية (ن./كم²)                                 | 105.12                                                      | 51.74       |
| العاصمة                                                   | بودابست                                                     | كوناكري     |
| اللغة الرسمية                                             | لغة مجرية                                                   | لغة فرنسية  |
| العملة                                                    | فورنت مجري                                                  | فرنك غيني   |
| الناتج المحلي الإجمالي (بليون دولار)                      | 139.14 مليار                                                | 10.50 مليار |
| الناتج المحلي الإجمالي (تعادل القوة الشرائية) بليون دولار | 260.42 مليار                                                | 15.24 مليار |
| الناتج المحلي الإجمالي الاسمي للفرد دولار أمريكي          | 12.36 ألف                                                   | 531         |
| الناتج المحلي الإجمالي للفرد دولار أمريكي                 | 25.07 ألف                                                   | 1.22 ألف    |
| مؤشر التنمية البشرية                                      | 0.828                                                       | 0.411       |
| رمز المكالمات الدولي                                      | +36                                                         | +224        |
| رمز الإنترنت                                              | .hu                                                         | .gn         |
| المنطقة الزمنية                                           | ت ع م+01:00، ت ع م+02:00، أوروبا/بودابست ‏، توقيت وسط أوروبا | 00          |

## منظمات دولية مشتركة
يشترك البلدان في عضوية مجموعة من المنظمات الدولية، منها:
| علم المنظمة | اسم المنظمة                               | تاريخ انضمام المجر | تاريخ انضمام غينيا |
| ----------- | ----------------------------------------- | ------------------ | ------------------ |
|             | مؤسسة التنمية الدولية                     | 29 أبريل 1985      | 26 سبتمبر 1969     |
|             | يونسكو                                    | 14 سبتمبر 1948     | 2 فبراير 1960      |
|             | وكالة ضمان الاستثمار متعدد الأطراف        | 21 أبريل 1988      | 5 أكتوبر 1995      |
|             | الأمم المتحدة                             | 14 ديسمبر 1955     | 12 ديسمبر 1958     |
|             | الفريق المعني برصد الأرض                  | ?                  | ?                  |
|             | الاتحاد البريدي العالمي                   | ?                  | ?                  |
|             | البنك الدولي للإنشاء والتعمير             | 7 يوليو 1982       | 28 سبتمبر 1963     |
|             | منظمة حظر الأسلحة الكيميائية              | ?                  | ?                  |
|             | مؤسسة التمويل الدولية                     | 29 أبريل 1985      | 22 أكتوبر 1982     |
|             | المركز الدولي لتسوية المنازعات الاستشارية | 6 مارس 1987        | 4 ديسمبر 1968      |
|             | منظمة التجارة العالمية                    | 1995               | 25 أكتوبر 1995     |
|             | منظمة الشرطة الجنائية الدولية             | ?                  | ?                  |

## وصلات خارجية
- موقع وزارة الخارجية المجرية